# Solpugista namibica
Solpugista namibica är en spindeldjursart som beskrevs av Roewer 1934. Solpugista namibica ingår i släktet Solpugista och familjen Solpugidae. Inga underarter finns listade i Catalogue of Life.